# Charles Paul Wilp
Charles Paul Wilp, född 15 september 1932 i Berlin, död 2 januari 2005 i Düsseldorf, tysk reklamman, konstnär, fotograf och kortfilmsregissör.
Wilp skapade reklamkampanjer för bland annat Puschkin Vodka, Pirelli och Volkswagen. 1968 gjorde han den berömda "Super-sexy-mini-flower-pop-op-cola – alles ist in Afri-Cola"-kampanjen för Afri-Cola. I reklamen användes berömda modeller som Marianne Faithfull, Amanda Lear, Donna Summer och Marsha Hunt.
Wilp hade en stor fascination för rymden vilket gjorde avtryck på hans Afri-Cola-kampanj. Idén till utformningen av reklamfilmen fick Wilp under en resa till rymdcentret Marshall i Huntsville där man tillverkade raketer för Saturn V. I hallen där raketerna tillverkades skapades ett tunt täcke av is på fönsterna och bakom dess hade medarbetarna satt pin-upbilder. Wilp besökte även det sovjetiska rymdcentret i Stjärnstaden utanför Moskva under 1980-talet.